# 池上宗仲
池上宗仲（いけがみ むねなか、生没年未詳）は、鎌倉時代の武士で、日蓮の有力檀越。官位は日蓮の書状によると右衛門大夫。大中臣氏を自称しているが、池上氏は藤原忠平又は藤原良相の子とされる池上忠方の末裔を称する家柄である。日蓮に深く帰依し、弟の池上宗長とともに池上兄弟と呼ばれた。父は鎌倉幕府の作事奉行だった池上左衛門大夫（池上康光とも）。母は印東祐昭の娘で、日昭は母方の叔父、同じく母方の従兄弟に日朗・日像がいると伝わる。また、江戸時代中期の豪農としても知られる池上太郎左衛門幸豊は24代目にあたるとされる。

## 来歴
父の左衛門大夫は真言律宗の忍性（極楽寺良観）の熱心な信者だったため、日蓮の信徒となった宗仲は、建治2年（1276年）・同3年（1277年）の二度にわたり父から勘当された。しかし日蓮の慰留もあって法華経への信仰を守り、弟の池上宗長を勧誘するなどしている。勘当が解かれたのは弘安元年（1278年）で、のちに父・左衛門大夫も入信している。
弘安5年（1282年）9月18日、師の日蓮が湯治のため常陸国へ旅する途中、武蔵国池上郷（現・東京都大田区池上）にあった彼の居館（池上邸）に滞在し、同年10月13日に日蓮はそこで入滅した。
正応元年（1288年）日蓮七回忌の際、宗仲は日蓮の六老僧の一人・日朗と協力して日蓮の御尊像を造った。この御尊像を安置したのが池上本門寺である。
宗仲は日蓮入滅後、館やその周辺の土地を寺に寄進し寺領とした。この寄進地が池上本門寺の基礎となった。そのなかでも彼の居館は日蓮入滅の霊場として重要視され、長崇山本行寺（池上本門寺の院家）となっている。
没年には諸説あり、『本化聖典大辞林 上』によれば弘安6年（1283年）9月13日、享年71と伝わるが、正応元年には生存していたとみられ有力となっていない。また「別頭統紀」には永仁元年（1293年）9月13日没とある。
墓所は池上本門寺内にある。